# Sovoco
Sovoco is een volleybalvereniging uit Soest.
De club is ontstaan in 1985 uit een fusie tussen de clubs Olympia en S.V.V. Het eerste damesteam van Sovoco speelt in de Tweede divisie en dat van de heren speelt sinds seizoen 2021/2022 Topdivisie. Alle teams van spelen hun thuiswedstrijden in sporthal De Bunt te Soest. De clubkleuren zijn donkerblauw en geel.